# Kaeser Kompressoren

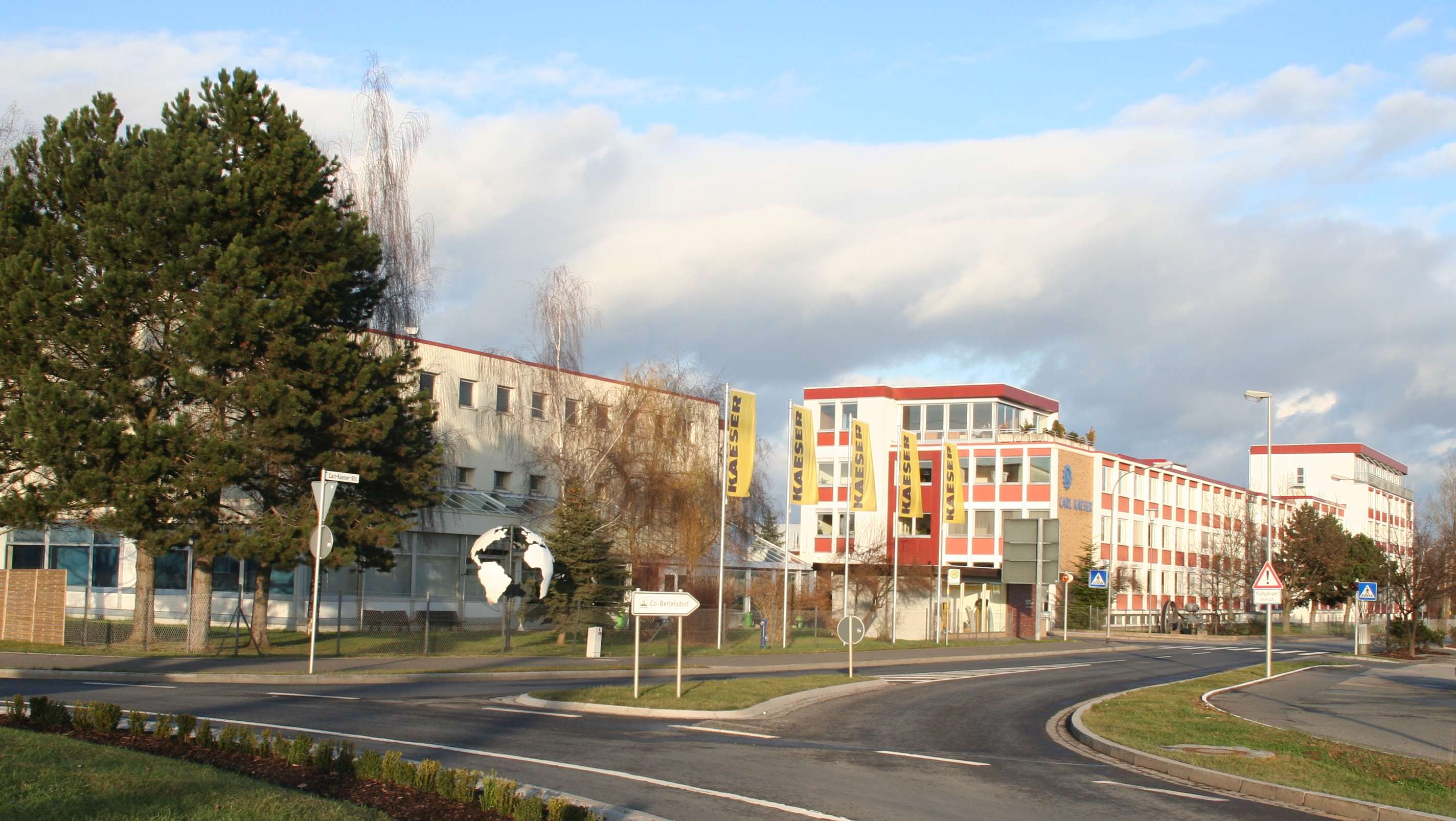
Zentrale in Coburg-Bertelsdorf, 2006

Die Kaeser Kompressoren SE ist ein Hersteller und Anbieter von Produkten und Dienstleistungen rund um das Thema Druckluft. Das Leistungsspektrum umfasst Drucklufterzeugung, Druckluftaufbereitung sowie Druckluftverteilung. Das Familienunternehmen hat seinen Sitz in Coburg (Oberfranken).
Das Unternehmen ist bei einer Exportquote von etwa 70 % einer der größten Kompressorenhersteller Europas. Bei Schraubenkompressoren beträgt der Exportanteil rund 30 %. In den Produktionsstandorten Coburg, Gera und Lyon sowie den rund 50 internationalen Tochtergesellschaften beschäftigt das Unternehmen im Jahr 2015 insgesamt über 5000 Mitarbeiter, rund 1900 davon in Deutschland in der SE. Vorstandsvorsitzender ist Thomas Kaeser, Enkel des Firmengründers Carl Kaeser senior.
Am Hauptstandort im Coburger Stadtteil Bertelsdorf arbeiteten im Jahr 2015 ungefähr 1600 Menschen.  Hier sind neben Logistik, Forschung und Entwicklung die Produktion von stationären Schraubenkompressoren, fahrbaren Baukompressoren, stationären und werkstattfahrbaren Kolbenkompressoren, Dentalkompressoren sowie Vakuumpumpen angesiedelt. Ebenfalls in Coburg gefertigt werden Druckluft-Managementsysteme, Filter und Druckluftwerkzeuge- und -zubehör. Zum Lieferumfang von Kaeser gehören auch Dienstleistungen wie Beratung, Planung, Druckluftbedarfsanalysen und Contracting. Ihren Einsatz finden Kaeser-Produkte in allen Bereichen der industriellen Produktion, auch im Handwerk und Baugewerbe, der Schifffahrt, im Landschaftsbau, in der Umwelt- und Medizintechnik.

## Geschichte
Das Familienunternehmen wurde am 27. Juni 1919 von Carl Kaeser senior als Maschinenbaufabrik zur Produktion von Ersatzteilen wie Zahnrädern für Autos sowie Motoren und in den folgenden Jahren von Sondermaschinen für die Glasindustrie in Thüringen gegründet. Der Sitz des Unternehmens war am Coburger Hahnweg 31b. 1937 trat der Maschinenbauingenieur Carl Kaeser junior (1914–2009) in die Firma seines Vaters ein.
Da nach dem Zweiten Weltkrieg die Glasindustrie in Thüringen nicht mehr  beliefert werden konnte, erweiterte das Unternehmen im Jahr 1948 sein Produktionsprogramm um Kolbenkompressoren. Anfang der 1970er-Jahre folgte die Entwicklung von Schraubenkompressoren. Deren Herzstück ist ein Schraubenkompressorblock mit einem neuartigen Läuferprofil namens Sigma-Profil.
Anfang 1961 verlegte die Gesellschaft ihr Coburger Werk in den heutigen Coburger Stadtteil Bertelsdorf.
Seit 1978 ist Kaeser international mit Vertriebs- und Serviceorganisationen tätig. Zwei Jahre später übernahm die Gesellschaft den französischen Kompressorenhersteller Compresseurs Bernard und entwickelt Kaeser Mobilair, ein Programm fahrbarer Schraubenkompressoren für die Bauindustrie. Sie werden seitdem in Lyon von ungefähr 150 Mitarbeitern produziert.
1991 folgte die Übernahme der Geraer Kompressorenwerke, die 1877 als Heinrich Leo Metallwarenfabrik und Eisengießerei gegründet worden waren. Das Werk war 1890 der erste deutsche Hersteller von Kompressoren und bis 1945 mit 70 Prozent Marktanteil führender Hersteller in Deutschland. In Gera erfolgt unter anderem die Produktion von Kältetrocknern und Drehkolbengebläsen. Das Werk ist mit zirka 300 Beschäftigten in Gera nach der Dagro Gera GmbH mit 360 Mitarbeitern zweitgrößter produzierender Industriebetrieb und der einzige mit einer Lehrwerkstatt.
Im Jahr 2013 erfolgte die Umwandlung zu einer Europäischen Aktiengesellschaft „Societas Europaea“ (SE). Kaeser Kompressoren ist 2015 durch Tochtergesellschaften und Vertragspartner in über 100 Ländern aktiv.